# Армиевка
Армиевка (устар. Узинка) — река в России, протекает по Шемышейскому району Пензенской области. Длина реки составляет 12 км.
Начинается в овраге к северу от села Армиево. Течёт на юг через село, затем через сосново-берёзовый лес. В низовьях поворачивает на запад, протекает через деревню Узинское. Устье реки находится в 51 км по правому берегу реки Уза напротив Дубровки-на-Узе.

## Данные водного реестра
По данным государственного водного реестра России относится к Верхневолжскому бассейновому округу, водохозяйственный участок реки — Сура от истока до Сурского гидроузла, речной подбассейн реки — Сура. Речной бассейн реки — (Верхняя) Волга до Куйбышевского водохранилища (без бассейна Оки).
Код объекта в государственном водном реестре — 08010500112110000035840.